# Emile Santiago
Pour les articles homonymes, voir Santiago (homonymie).
Emile Santiago est un costumier américain né le 21 février 1899 à Bloomsburg (Pennsylvanie) et mort le 23 juin 1995.

## Théâtre
- 1945 : The Red Mill, comédie musicale (création des costumes)

## Filmographie
- 1952 : Androclès et le Lion (Androcles and the Lion) de Chester Erskine et Nicholas Ray
- 1953 : La Tunique (The Robe) d'Henry Koster
- 1953 : Salomé (Salome) de William Dieterle
- 1955 : Une étrangère dans la ville (Strange Lady in Town) de Mervyn LeRoy
- 1958 : Les Grands Espaces (The Big Country) de William Wyler
- 1970 : Night Slaves (téléfilm)

## Récompenses
- Oscars du cinéma 1954 : Oscar des meilleurs costumes pour La Tunique